# Salade (plante)
Pour les articles homonymes, voir Salade.
La salade est un terme générique désignant en jardinage et horticulture diverses sortes de feuilles, c'est-à-dire de plantes potagères dont les feuilles, consommées crues, entrent dans la composition d'un mets froid dont elles ont pris le nom, la « salade », sous-entendu « salade verte ». Elles se mangent aussi parfois cuites, comme dans la soupe de salade.
Les salades sont des plantes angiospermes.
Certaines se repiquent (chicorée, laitue), d'autres (mâche, pissenlit, roquette, pourpier) se sèment.

## Origine du mot
Le mot salade provient de l'italien insalata, « mets salé » (participe passé du latin tardif salare donnant les herba salata, « herbes potagères salées », plat typique dans la Rome antique) et qu'on retrouve dans l'occitan provençal salada. Les Romains avaient en effet l'habitude de conserver olives, radis et autres légumes dans la saumure ou de l'huile et du vinaigre salé. En français, le mot est attesté depuis 1335. Cependant jusqu'au XVIIIe siècle il désigne plutôt la sauce d'accompagnement que le légume en lui-même.

## Espèces et variétés de salades cultivées

### Chicorées

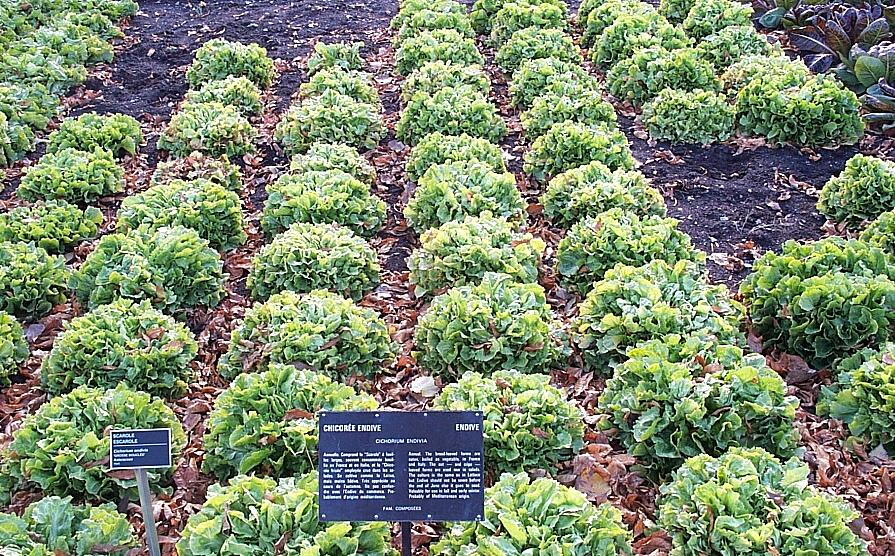
Chicorée scarole

- Chicorée endive (Cichorium endivia L.) 
  - Chicorée frisée (Cichorium endivia crispa)
  - Chicorée scarole (Cichorium endivia latifolia)
- Chicorée sauvage (Cichorium intybus L.)
  - Chicorée sauvage améliorée
  - Barbe de capucin (étiolée après forçage en cave)
  - Endive ou Witloof (Chicon  en Belgique) (Cichorium intybus convar. foliosum)
  - Chicorées italiennes : rouge de Chioggia, Radicchio, de Vérone, de Trévise, etc., ou vertes et plus ou moins amères
  - Chicorée pain de sucre

### Laitues

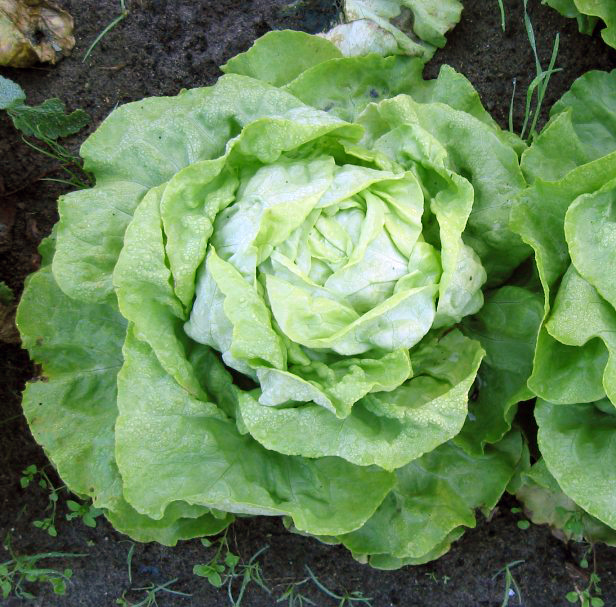
Laitue pommée

Dans les laitues cultivées proprement dites (Lactuca sativa) on trouve : 
- les laitues pommées (Lactuca sativa var. capitata) comprenant :
  - les laitues beurre
  - les laitues batavia
    - batavia européenne
    - batavia américaine ou iceberg
- les laitues grasses (sucrine...)
- les laitues romaines (Lactuca sativa var. longifolia)
- les laitues à couper (Lactuca sativa var. crispa) telles que les laitues feuille de chêne ou lollo
- les laitues tige, ou laitues asperge ou celtuce (Lactuca sativa var. angustana).

### Autres
- Cresson alénois (Lepidium sativum L.)
- Cresson de fontaine ou de jardin (Nasturtium officinale R. Brown)
- Mâche ou doucette (Valerianella locusta)
- Mâche d'Italie (Valerianella eriocarpa Desv.)
- Pourpier (Portulaca oleracea)
- Roquette (Eruca sativa L.)
- Pissenlit commun (Taraxacum sp.)

## Diverses plantes également consommées, crues ou cuites, en salades
Parmi les très nombreuses autres espèces dont les feuilles, ou d'autres parties de la plante, peuvent être consommées en salade on peut citer :
- Bette (Beta vulgaris)
- Betterave rouge et Betterave fourragère (Beta vulgaris)
- Carotte (Daucus carota)
- Chou : divers types de (Brassica oleracea)
- Laitue chrysanthème (Chrysanthemum coronarium)
  - Khee kwai
  - Tong ho
  - Shungiku (Chrysanthemum coronarium spatiosum)
- Épinard (Spinacia oleracea)
- Haricot vert (Phaseolus vulgaris)
- Maïs (Zea mays)
- Mizuna (Brassica rapa) nipposinica ou (Brassica juncea) var. japonica
- Moutarde chinoise (Brassica campestris)
- Pak-choï (ou bette chinoise) (Brassica chinensis)
  - Pak-choï en rosette (Brassica chinensis rosularis)
- Papaye verte (Carica papaya)
- Tomate (Solanum lycopersicum)